# Travis Hyman
Pour les articles homonymes, voir Hyman.
Travis Hyman, né le 12 juillet 1987 à Annapolis au Maryland, est un joueur américain de basket-ball.